# Bitwa pod Big Dry Wash
Bitwa pod Big Dry Wash miała miejsce w 1882 r. w trakcie wojen z Apaczami.
Dnia 7 lipca 1882 r. grupa Apaczów z rezerwatu San Carlos podjęła wyprawę przeciwko białym farmerom. Jedną z pierwszych ofiar Indian był farmer John Meadow, który zginął na swoim ranczu pod Diamond Valley. Tego samego dnia 60 Apaczów dokonało mordu na czterech białych, żyjących na terenie rezerwatu San Carlos. Po ataku napastnicy zbiegli w góry, ścigani przez 5 kompanii kawalerii pod dowództwem kapitana Adne Chaffee. W ślad za wojskiem wyruszył przywódca grupy skautów Albert Sieber na czele swoich ludzi.
- Krajobraz Sedony

Droga ucieczki Apaczów wiodła wzdłuż wzgórz Mogollon. W trakcie marszu, Indianie za pomocą sygnałów dymnych ostrzegali się o pościgu Amerykanów. W okolicy East Clear Creek na skraju głębokiego na 300 metrów kanionu, Apacze przygotowali odłamki skalne, które zamierzali zrzucić na nadciągających kawalerzystów. Po krótkim rozpoznaniu Sieber odkrył pułapkę Indian, a w porę ostrzeżeni przez niego kawalerzyści rozpoczęli manewr okrążenia przeciwnika. Do bitwy doszło 37 mil na południowy wschód od miasta Sedona koło Big Dry Wash. W jej wyniku zastrzelono 16 Apaczów, w tym ich wodza Na-ti-o-tish. Pozostali pod osłoną nocy zbiegli. Bitwa pod Big Dry Wash była ostatnim zbrojnym starciem Apaczów przeciwko białym na terenie Arizony.